# Edward Williams Morley

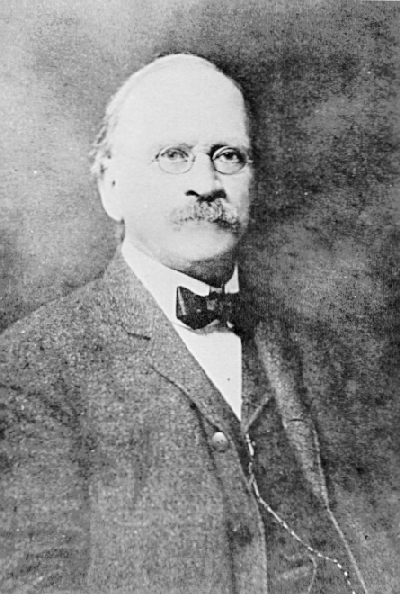
Edward Williams Morley el 1887

Edward Williams Morley (Newark, Nova Jersey, EUA, 29 gener 1838 – West Hartford, Connecticut, 24 febrer 1923) fou un químic estatunidenc conegut per haver realitzat l'experiment de Michelson-Morley amb Albert Abraham Michelson el 1887.

## Vida
Morley es graduà el 1860 al Williams College de l'Església Congregacional, situat a Williamstown, Massachusetts, el 1860 i després seguí estudis científics i teològics. Es convertí en pastor de l'Església Congregacional a Ohio el 1868, i del 1869 a 1906 fou professor de química al Western Reserve College a Hudson, Ohio, passant a Cleveland el 1882 quan s'hi traslladà aquesta institució per a transformar-se en la Western Reserve University (actualment Case Western Reserve University).

## Obra
Dels seus treballs destaca l'experiment de Michelson-Morley realitzat amb Albert Abraham Michelson (1852-1931) el 1887, els resultats del qual només trobaren una explicació amb la teoria de la relativitat especial d'Albert Einstein (1879-1955) publicada el 1905. Morley treballà també amb Dayton Miller sobre altres experiments en relació amb l'èter després d'aquesta experiència amb Michelson. També destaquen les seves investigacions en la composició en oxigen de l'atmosfera terrestre, sobre la dilatació tèrmica i la velocitat de la llum en un camp magnètic. Els seus treballs sobre la determinació de la relació entre la massa de l'oxigen i la de l'hidrogen li varen valer la medalla Davy el 1907. També rebé el premi Willard Gibbs el 1917.